# (6159) 1991 YH
(6159) 1991 YH là một tiểu hành tinh vành đai chính. Nó được phát hiện bởi Seiji Ueda và Hiroshi Kaneda ở Kushiro, Hokkaidō, Nhật Bản, ngày 30 tháng 12 năm 1991.